# Bilasuvar (quận)
Bilasuvar (tiếng Azerbaijan:Biləsuvar) là một quận thuộc Azerbaijan. Dân số thời điểm năm 2012 là 74906 người.